# Línea 1 (Bus Castellón)
La línea 1 del Transport Urbà de Castelló (TUCS) une el Polideportivo Ciudad de Castellón con el Hospital General.
Parte del Polideportivo Ciudad de Castellón, y mediante la Avenida Valencia y la Calle Herrero llega al centro de la ciudad. Atraviesa la Plaza la Paz, C/ Mayor y llega a la Plaza Mª Agustina. Por las Avenidas Capuchinos, Camino La Plana y Benicasim, la línea llega al Hospital General. Desde ahí, da la vuelta para volver por Avenida Benicassim, San Roque, Plaza Mª Agustina, Gobernador, Casalduch, Orfebre Santalinea y Avenida Valencia a su inicio, en el Polideportivo Ciudad de Castellón.

## Características
Geográficamente, la línea 1 tiene una importancia especial, ya que cruza la ciudad de sur a norte, y viceversa, conectando el Polideportivo Ciudad de Castellón con el centro y el Hospital General. Es a su vez la línea más frecuente, incluso en fines de semana y festivos.

### Frecuencias
| Ambos sentidos                | Ambos sentidos                                                       | Ambos sentidos |
| Día                           | Horario                                                              | Frecuencia     |
| ----------------------------- | -------------------------------------------------------------------- | -------------- |
| De lunes a viernes laborables | Salidas Polideportivo: 07:00 a 21:45 Salidas Hospital: 07:00 a 22:15 | 15'            |
| Sábados y agosto              | Salidas Polideportivo: 07:00 a 21:40 Salidas Hospital: 07:10 a 22:15 | 20'            |
| Domingos y festivos           | Salidas Polideportivo: 07:00 a 21:30 Salidas Hospital: 07:00 A 22:15 | 30'            |

## Recorrido
| Dirección HOSPITAL GENERAL                  | Dirección HOSPITAL GENERAL              | Dirección HOSPITAL GENERAL |
| N.º                                         | Parada                                  | Enlaces                    |
| ------------------------------------------- | --------------------------------------- | -------------------------- |
|                                             | POLIDEPORTIVO CIUDAD DE CASTELLÓN       |                            |
|                                             | C/ Músico Pascual Asencio Hernández, 3  |                            |
|                                             | Avda. Valencia - Gº Virgen del Lidón    |                            |
|                                             | Avda. Valencia - Pza. La Libertad       |                            |
|                                             | Avda. Valencia, 27                      |                            |
|                                             | Avda. Burriana, 4                       |                            |
|                                             | C/ Herrero, 41                          |                            |
|                                             | C/ Herrero, 15                          |                            |
|                                             | Pza. La Paz, 6                          |                            |
|                                             | C/ Mayor - Pza. Santa Clara             |                            |
|                                             | C/ Mayor, 82                            |                            |
|                                             | Avda. Capuchinos, 10                    |                            |
|                                             | Avda. Capuchinos, 36                    |                            |
|                                             | Cº La Plana - CP Isabel Ferrer          |                            |
|                                             | Pza. Teodoro Cortés - Estadio Castalia  |                            |
|                                             | Avda. Benicasim (4-A)                   |                            |
|                                             | Avda. Benicasim - Pol. ind. Estadio     |                            |
|                                             | Cuadra Borriolenc                       |                            |
|                                             | Avda. Castell Vell                      |                            |
|                                             | Avda. Castell Vell, 74                  |                            |
|                                             | HOSPITAL GENERAL (Av. Castell Vell)     |                            |
| Dirección POLIDEPORTIVO CIUDAD DE CASTELLÓN |                                         |                            |
| N.º                                         | Parada                                  | Enlaces                    |
|                                             | HOSPITAL GENERAL (Av. Castell Vell)     |                            |
|                                             | HOSPITAL GENERAL                        |                            |
|                                             | Avda. Benicasim - Polígono Estadio      |                            |
|                                             | C/ San Roque - Pza. Teodoro Izquierdo   |                            |
|                                             | C/ San Roque, 95                        |                            |
|                                             | C/ Sanahuja, 49                         |                            |
|                                             | Pza. Mª Agustina - C/ Gobernador        |                            |
|                                             | C/ Gobernador - Pza. Cardona Vives      |                            |
|                                             | Pza. Juez Borrull                       |                            |
|                                             | Avda. Casalduch, 6                      |                            |
|                                             | Avda. Casalduch - Colegio Carmelitas    |                            |
|                                             | Pza. País Valenciano                    |                            |
|                                             | Avda. Valencia, 28                      |                            |
|                                             | Avda. Valencia - Pza. La Libertad       |                            |
|                                             | Avda. Valencia, 110                     |                            |
|                                             | C/ Músico Pascual Asencio Hernández, 4  |                            |
|                                             | C/ Músico Pascual Asencio Hernández, 42 |                            |
|                                             | POLIDEPORTIVO CIUDAD DE CASTELLÓN       |                            |